# Sawahlunto
Sawahlunto est une ville d'Indonésie dans la province de Sumatra occidental. Sa superficie est de 273,43 km2 et sa population de 55 600 habitants. Elle a le statut de kota.

## Histoire
L'histoire de Sawahlunto commence avec l'exploration minière par des géologues néerlandais dans l'intérieur du pays minangkabau, que le gouvernement colonial appelait alors Padang Bovenlanden ("hautes terres de Padang") sur ordre du gouverneur général des Indes néerlandaises. La première étude fut menée par C. De Groot van Embden en 1858. Elle fut poursuivie par Willem Hendrik de Greve en 1867. Cette deuxième étude révéla l'existence d'un gisement de 200 millions de tonnes de charbon dans la région du fleuve Ombilin dans la région de Sawahlunto. En 1870, le gouvernement de Batavia décide la mise en exploitation du charbon.
La production démarre en 1892.[5] Le site devient rapidement une petite ville. Jusqu'en 1898, le travail dans la mine était effectué par des forçats.
En 1889, le gouvernement colonial entreprend la construction d'une voie ferrée au départ de Padang sur la côte, pour faciliter le transport du charbon et son exportation. La ligne atteint Sawahlunto en 1894.

## Économie et transport
La principale activité économique de Sawahlunto est la mine d'Ombilin, qui produit du charbon et appartient à la société d'État PT Bukit Asam.

## Galerie

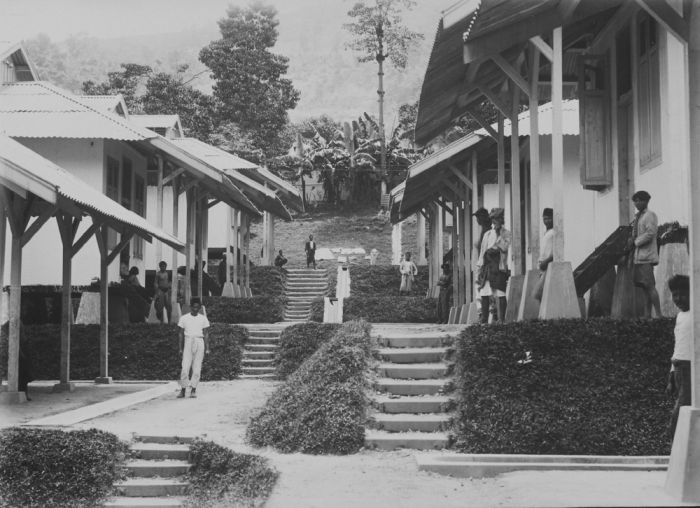
Mineurs et leurs logements aux alentours de 1900.
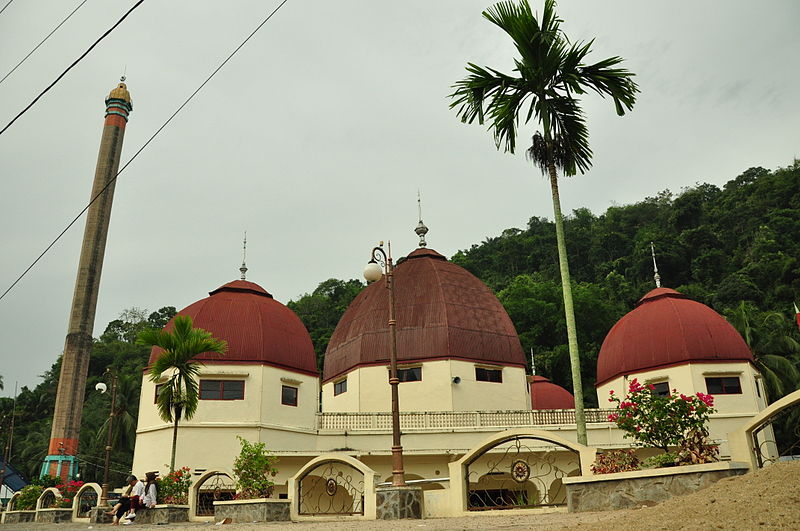
La mosquée de Sawahlunto.
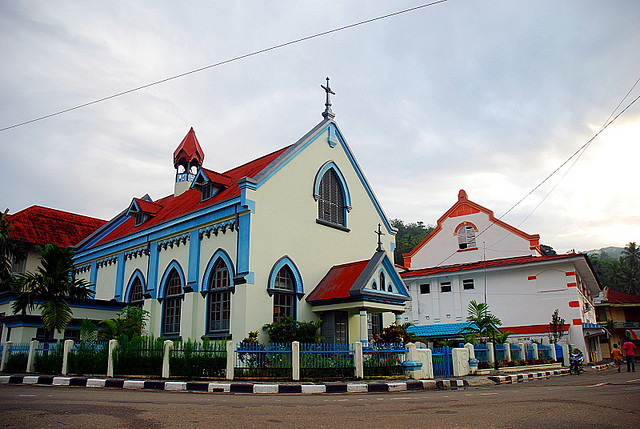
L'église catholique de Sawahlunto.
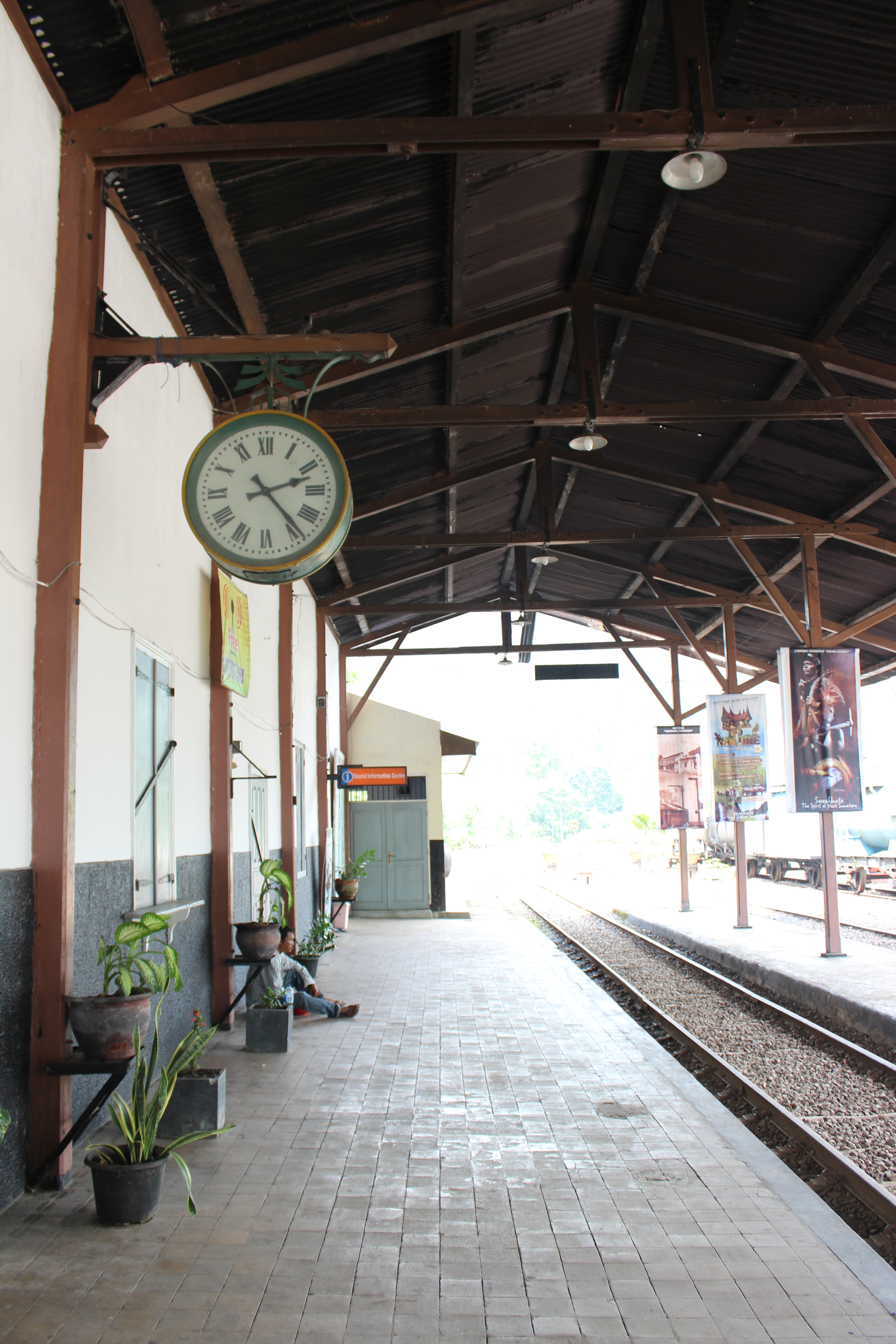
La gare de Sawahlunto.
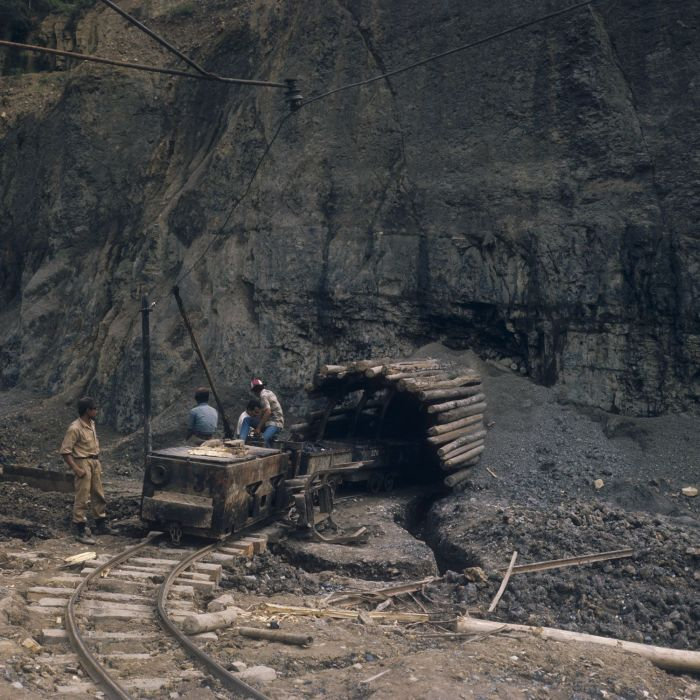
Une entrée de la mine d'Ombilin en 1971.